# Orphnurgus bacillus
Orphnurgus bacillus is een zeekomkommer uit de familie Deimatidae.
De wetenschappelijke naam van de soort werd in 1981 gepubliceerd door Gustave Cherbonnier & Jean-Pierre Féral.